# Oscar Geier
Oscar Geier   (Zúric, 19 d'agost de 1882 - Mountain Lakes, 5 de novembre de 1942) va ser un pilot de bobsleigh suís que va competir durant la dècada de 1930.
El 1932 va prendre part en els Jocs Olímpics de Lake Placid, on guanyà la medalla de plata en la prova de bobs a 2 formant parella amb Reto Capadrutt. En aquests mateixos Jocs fou quart en la prova de bobs a 4 junt a Hans Eisenhut, Charles Jenny i Reto Capadrutt.